# Archiprezbiterat jarosławski
Archiprezbiterat jarosławski – jednostka organizacyjna archidiecezji przemyskiej. Archiprezbiterem jest ks. Andrzej Surowiec
Archiprezbiterat został powołany 27 stycznia 1978 roku dekretem bpa Ignacego Tokarczuka.

## Skład archiprezbiteratu
- Dekanat Radymno I
- Dekanat Radymno II
- Dekanat Jarosław I
- Dekanat Jarosław II
- Dekanat Jarosław III
- Dekanat Sieniawa
- Dekanat Pruchnik